# Pirossiferroite
La pirossiferroite (simbolo IMA: Pxf) è un minerale raro della classe dei "silicati e germanati" con la composizione chimica idealizzata Fe2+SiO3 ed è quindi chimicamente un silicato di ferro. Strutturalmente, la pirossiferroite appartiene agli inosilicati.
Con la piroxmangite, la pirossiferroite forma una serie completa di cristalli misti; per questo motivo, la formula mista (Fe2+,Mn)7[Si7O21] è data anche per la pirossiferroite ricca di ferro in varie fonti. Gli elementi ferro e manganese indicati tra parentesi tonde possono sostituirsi l'uno all'altro nella formula, ma sono sempre nello stesso rapporto con gli altri componenti del minerale.

## Etimologia e storia
Come formazione minerale naturale, la pirossiferroite è stata scoperta per la prima volta in campioni di rocce lunari del Mare Tranquillitatis, che la missione Apollo 11 ha riportato dalla Luna nel 1969. La roccia e il minerale appena scoperto sono stati analizzati e descritti da un team di ricercatori composto da Edward C.T. Chao e altri. Lo chiamarono da un lato in riferimento alla struttura cristallina simile al gruppo del pirosseno e al ferro contenuto nel composto, e dall'altro a causa della sua relazione con la piroxmangite.
Tuttavia, il minerale era noto da tempo come composto sintetico nelle scorie prodotte durante la fusione del ferro ed era indicato come rodonite di ferro.
Il campione tipo del minerale è conservato presso il "Lunar Science Institute" di Houston, in Texas.

## Classificazione
Nell'obsoleta 8ª edizione della sistematica mineraria secondo Strunz, la pirossiferroite non è ancora elencata. Solo nella Sistematica dei lapis (Lapis-Systematik) secondo Stefan Weiß, che si basa ancora su questa vecchia forma della sistematica di Strunz per considerazione dei collezionisti privati e delle collezioni istituzionali, al minerale è stato assegnato il sistema e al minerale nº VIII/F.31-10. In questa Sistematica ciò corrisponde alla classe dei "silicati e germanati" e lì alla sottoclasse dei "inosilicati", dove la pirossiferroite insieme a plumalsite e piroxmangite forma, a partire dal 2018, il gruppo "catene di sette [Si7O21]14−" (VIII/F.31).
La 9ª edizione della sistematica minerale di Strunz, valida dal 2001 e utilizzata dall'Associazione Mineralogica Internazionale (IMA), classifica la pirossiferroite nella categoria dei "9.D Inosilicati"; questa sottoclasse è ulteriormente suddivisa in base alla struttura delle catene, in modo che il minerale possa essere trovato nella suddivisione "9.DO Inosilicati con catene di periodo 7, 8, 10, 12 e 14" in base alla sua struttura, dove forma il "gruppo della piroxmangite" con il sistema nº 9.DO.05.
Anche la classificazione dei minerali secondo Dana, che viene utilizzata principalmente nel mondo anglosassone, classifica la pirossiferroite nella classe dei "silicati e germanati" e lì nella sottoclasse dei "minerali inosilicati". Qui è nel "gruppo della piroxmangite" con il sistema nº 65.06.01 all'interno della sottosezione "Inosilicati: catene semplici non ramificate, W=1 con catene P=7".

## Chimica
La composizione idealizzata della pirossiferroite è data come Fe2+SiO3, ma a causa della formazione di cristalli misti con la piroxmangite, la pirossiferroite contiene sempre una piccola percentuale di manganese. Inoltre, il calcio e il magnesio possono essere contenuti come rappresentanti del ferro, e l'alluminio come rappresentante del silicio.
La formula empirica per la pirossiferroite è inizialmente data nella descrizione originale del 1970 come:
- {\displaystyle {\ce {(Fe_{0,84}Ca_{0,13}Mg_{0,02}Mn_{0,02})(Si_{0,99}Al_{0,01})O3}}}

e corretta un anno dopo da Charles W. Burnham in:
- {\displaystyle {\ce {(Fe_{0,83}Ca_{0,13}Mg_{0,02}Mn_{0,02})SiO3}}}

## Abito cristallino
La pirossiferroite cristallizza nel sistema triclino nel gruppo spaziale P1 (gruppo nº 2) con i parametri del reticolo a = 6,63 Å, b = 7,56 Å, c = 17,38 Å, α = 114,3°, β = 82,7° e γ = 94,6° oltre a due unità di formula per cella unitaria.
La struttura cristallina è costituita parallelamente all'asse {\displaystyle c} di singole catene a sette catene non ramificate, cioè la struttura della catena di tetraedri [SiO4] relegati agli angoli si ripete dopo sette anelli. La coordinazione dei cationi ferro e manganese è simile a quella della rodonite.

## Proprietà
La pirossiferroite è insolubile negli acidi. Davanti al cannello a soffiatura è fonde facilmente in una perla magnetica.

## Modificazioni e varietà
Il composto Fe2+SiO3 è polimorfico e si presenta in natura, oltre come pirossiferroite (che cristallizza nel sistema triclino), come ferrosilite (con sistema ortorombico) e come clinoferrosilite (che cristallizza nel sistema monoclino).

## Origine e giacitura
La pirossiferroite si forma in singoli grani in microgabbri o diabasi. I minerali di accompagnamento includono vari clinopirosseni del gruppo del pirosseno e plagioclasio del gruppo del feldspato, così come cristobalite, tridimite, fayalite, fluorapatite e ilmenite.
Oltre alla sua località tipo, la roccia lunare del Mare Tranquillitatis, la pirossiferroite è stata trovata anche sulla Terra in alcuni meteoriti lunari, ma anche in meteoriti marziane. I ritrovamenti di meteoriti noti sono i meteoriti marziani QUE 94201 (Terra Vittoria) e EETA 79001 (Elephant Moraine) scoperti in Antartide, così come un meteorite lunare (Dhofar 287) e uno marziano (Dhofar 378) entrambi nel Governatorato del Dhofar in Oman.
L'unico sito conosciuto in Germania è la "cava di Caspar" sull'Ettringer Bellerberg nell'Eifel (Renania-Palatinato).
Altri siti noti sono la miniera di Cannington nel comune di McKinlay nella Contea di McKinlay (Queensland, in Australia), alcuni siti più piccoli vicino a Kiviniemi nel comune di Rautalampi e a Simpsiö vicino a Lapua e Vittinki vicino a Seinäjoki in Finlandia, le miniere di Isanago vicino a Kyōtango e Ohnari vicino a Mineyama-chō (incorporata nel Kyōtango dal 2004) nella prefettura di Kyoto(Giappone), un giacimento di ferro e manganese nei pressi di Răzoare nel distretto di Maramureș, in Romania, il Väster Silvberg nei pressi di Smedjebacken nella contea di Dalarna, in Svezia, così come la miniera di Franklin nella contea di Franklin (New Jersey) e la città di Iva nella contea di Anderson, nella Carolina del Sud (Stati Uniti).

## Forma in cui si presenta in natura
La pirossiferroite sviluppa solo cristalli debolmente formati e singoli grani di dimensioni millimetriche con una lucentezza simile al vetro sulle superfici.
Nella sua forma pura, la pirossiferroite è incolore e trasparente. Tuttavia, a causa di miscele estranee o della formazione di cristalli misti con la piroxmangite, può anche assumere un colore da giallo chiaro a scuro, da arancione chiaro a rosa-arancio o da marrone chiaro a grigio-nero, per cui la trasparenza diminuisce di conseguenza.